# Rade Dragojević
Rade Dragojević (Gospić, 1967.), novinar i pisac. 
Školovanje započeo u rodnom mjestu, a završio na Filozofskom fakultetu u Zagrebu, stekavši diplomu sociologa. U novinarstvu je od 1990. godine. Prvo na HTV-u, nakon toga u riječkom Novom listu, neko vrijeme u splitskom Feral Tribuneu, a sve vrijeme surađujući s časopisima za kulturu ("Zarez") i izdanjima srpske zajednice u Hrvatskoj (Prosvjeta, Novosti sedam dana).
Početkom 2005. godine izabran je za generalnog sekretara SKD "Prosvjeta" iz Zagreba.
Potpisnik je Deklaracije o zajedničkom jeziku, u kojoj se tvrdi da se u Hrvatskoj, Bosni i Hercegovini, Srbiji i Crnoj Gori govore nacionalne standardne varijante zajedničkog policentričnog standardnog jezika.